# Sheila Ingram
Sheila Ingram   (Washington DC, 23 de març de 1957 - 1 de setembre de 2020) va ser una atleta estatunidenca, especialista en els 400 metres, que va competir durant la dècada de 1970.
El 1976 va prendre part en els Jocs Olímpics d'Estiu de Mont-real, on disputà dues proves del programa d'atletisme. Guanyà la medalla de plata en els 4x400 metres relleus, formant equip amb Debra Sapenter, Pamela Jiles i Rosalyn Bryant. En els 400 metres fou sisena. Durant aquesta cursa va millorar en dues ocasions el rècord del món de l'especialitat.

## Millors marques
- 200 metres. 23.9" (1976)
- 400 metres. 50.90" (1976)[2][3]